# Vuelta al País Vasco 2020
La 60.ª edición de la Vuelta al País Vasco (oficialmente: Itzulia Basque Country) era una carrera de ciclismo en ruta por etapas que se celebraría entre el 6 y el 11 de abril de 2020 con inicio en la ciudad de Éibar y final en la ciudad de Bilbao en España.
Sin embargo, debido a la Pandemia de enfermedad por coronavirus de 2019-2020, donde España ha confirmado más de 3.000 casos de la enfermedad en su territorio, la carrera fue cancelada en esta edición.
La carrera haría parte del UCI WorldTour 2020, calendario ciclístico de máximo nivel mundial, donde era la decimosexta carrera de dicho circuito.

## Recorrido
| Etapa     | Fecha     | Recorrido                    | type                    | Distancia (km) | Ganador | Líder |
| --------- | --------- | ---------------------------- | ----------------------- | -------------- | ------- | ----- |
| 1.ª etapa | 6 de abr  | Éibar – Arrate               |                         | 160            |         |       |
| 2.ª etapa | 7 de abr  | Amurrio – Llodio             |                         | 162,8          |         |       |
| 3.ª etapa | 8 de abr  | Vitoria – Ibardin            |                         | 198,5          |         |       |
| 4.ª etapa | 9 de abr  | Vera de Bidasoa – Errenteria |                         | 176            |         |       |
| 5.ª etapa | 10 de abr | Errenteria – Sestao          |                         | 180            |         |       |
| 6.ª etapa | 11 de abr | Bilbao – Bilbao              | contrarreloj individual | 21             |         |       |

## Desarrollo de la carrera

### 1.ª etapa
| Éibar - Arrate |  | (160 km) |

| \| Clasificación de la etapa \| Clasificación de la etapa \| Clasificación de la etapa \| Clasificación de la etapa \| Clasificación de la etapa \| \| Ciclista \| Ciclista \| Equipo \| Tiempo \| \| \| ------------------------- \| ------------------------- \| ------------------------- \| ------------------------- \| ------------------------- \| |          |        |        |
| |          |        |        |
| |          |        |        |
| Clasificación de la etapa |          |        |        |
| Ciclista | Ciclista | Equipo | Tiempo |

| \| Clasificación general \| Clasificación general \| Clasificación general \| Clasificación general \| Clasificación general \| \| Ciclista \| Ciclista \| Equipo \| Tiempo \| \| \| --------------------- \| --------------------- \| --------------------- \| --------------------- \| --------------------- \| |          |        |        |
| |          |        |        |
| |          |        |        |
| Clasificación general |          |        |        |
| Ciclista | Ciclista | Equipo | Tiempo |

### 2.ª etapa
| Amurrio - Llodio |  | (162,8 km) |

| \| Clasificación de la etapa \| Clasificación de la etapa \| Clasificación de la etapa \| Clasificación de la etapa \| Clasificación de la etapa \| \| Ciclista \| Ciclista \| Equipo \| Tiempo \| \| \| ------------------------- \| ------------------------- \| ------------------------- \| ------------------------- \| ------------------------- \| |          |        |        |
| |          |        |        |
| |          |        |        |
| Clasificación de la etapa |          |        |        |
| Ciclista | Ciclista | Equipo | Tiempo |

| \| Clasificación general \| Clasificación general \| Clasificación general \| Clasificación general \| Clasificación general \| \| Ciclista \| Ciclista \| Equipo \| Tiempo \| \| \| --------------------- \| --------------------- \| --------------------- \| --------------------- \| --------------------- \| |          |        |        |
| |          |        |        |
| |          |        |        |
| Clasificación general |          |        |        |
| Ciclista | Ciclista | Equipo | Tiempo |

### 3.ª etapa
| Vitoria - Ibardin |  | (198,5 km) |

| \| Clasificación de la etapa \| Clasificación de la etapa \| Clasificación de la etapa \| Clasificación de la etapa \| Clasificación de la etapa \| \| Ciclista \| Ciclista \| Equipo \| Tiempo \| \| \| ------------------------- \| ------------------------- \| ------------------------- \| ------------------------- \| ------------------------- \| |          |        |        |
| |          |        |        |
| |          |        |        |
| Clasificación de la etapa |          |        |        |
| Ciclista | Ciclista | Equipo | Tiempo |

| \| Clasificación general \| Clasificación general \| Clasificación general \| Clasificación general \| Clasificación general \| \| Ciclista \| Ciclista \| Equipo \| Tiempo \| \| \| --------------------- \| --------------------- \| --------------------- \| --------------------- \| --------------------- \| |          |        |        |
| |          |        |        |
| |          |        |        |
| Clasificación general |          |        |        |
| Ciclista | Ciclista | Equipo | Tiempo |

### 4.ª etapa
| Vera de Bidasoa - Errenteria |  | (176 km) |

| \| Clasificación de la etapa \| Clasificación de la etapa \| Clasificación de la etapa \| Clasificación de la etapa \| Clasificación de la etapa \| \| Ciclista \| Ciclista \| Equipo \| Tiempo \| \| \| ------------------------- \| ------------------------- \| ------------------------- \| ------------------------- \| ------------------------- \| |          |        |        |
| |          |        |        |
| |          |        |        |
| Clasificación de la etapa |          |        |        |
| Ciclista | Ciclista | Equipo | Tiempo |

| \| Clasificación general \| Clasificación general \| Clasificación general \| Clasificación general \| Clasificación general \| \| Ciclista \| Ciclista \| Equipo \| Tiempo \| \| \| --------------------- \| --------------------- \| --------------------- \| --------------------- \| --------------------- \| |          |        |        |
| |          |        |        |
| |          |        |        |
| Clasificación general |          |        |        |
| Ciclista | Ciclista | Equipo | Tiempo |

### 5.ª etapa
| Errenteria - Sestao |  | (180 km) |

| \| Clasificación de la etapa \| Clasificación de la etapa \| Clasificación de la etapa \| Clasificación de la etapa \| Clasificación de la etapa \| \| Ciclista \| Ciclista \| Equipo \| Tiempo \| \| \| ------------------------- \| ------------------------- \| ------------------------- \| ------------------------- \| ------------------------- \| |          |        |        |
| |          |        |        |
| |          |        |        |
| Clasificación de la etapa |          |        |        |
| Ciclista | Ciclista | Equipo | Tiempo |

| \| Clasificación general \| Clasificación general \| Clasificación general \| Clasificación general \| Clasificación general \| \| Ciclista \| Ciclista \| Equipo \| Tiempo \| \| \| --------------------- \| --------------------- \| --------------------- \| --------------------- \| --------------------- \| |          |        |        |
| |          |        |        |
| |          |        |        |
| Clasificación general |          |        |        |
| Ciclista | Ciclista | Equipo | Tiempo |

### 6.ª etapa
| Bilbao - Bilbao | contrarreloj individual | (21 km) |

| \| Clasificación de la etapa \| Clasificación de la etapa \| Clasificación de la etapa \| Clasificación de la etapa \| Clasificación de la etapa \| \| Ciclista \| Ciclista \| Equipo \| Tiempo \| \| \| ------------------------- \| ------------------------- \| ------------------------- \| ------------------------- \| ------------------------- \| |          |        |        |
| |          |        |        |
| |          |        |        |
| Clasificación de la etapa |          |        |        |
| Ciclista | Ciclista | Equipo | Tiempo |

## Clasificaciones finales
Las clasificaciones finalizaron de la siguiente forma:

### Clasificación general
| \| Clasificación general \| Clasificación general \| Clasificación general \| Clasificación general \| Clasificación general \| \| Ciclista \| Ciclista \| Equipo \| Tiempo \| \| \| --------------------- \| --------------------- \| --------------------- \| --------------------- \| --------------------- \| |          |        |        |
| |          |        |        |
| Fuente: ProCyclingStats |          |        |        |
| Clasificación general |          |        |        |
| Ciclista | Ciclista | Equipo | Tiempo |

### Clasificación por puntos
| Clasificación por puntos | Clasificación por puntos | Clasificación por puntos | Clasificación por puntos | Clasificación por puntos |
| Ciclista                 | Ciclista                 | Equipo                   | Puntos                   |                          |
| ------------------------ | ------------------------ | ------------------------ | ------------------------ | ------------------------ |

### Clasificación de la montaña
| Clasificación de la montaña | Clasificación de la montaña | Clasificación de la montaña | Clasificación de la montaña | Clasificación de la montaña |
| Ciclista                    | Ciclista                    | Equipo                      | Puntos                      |                             |
| --------------------------- | --------------------------- | --------------------------- | --------------------------- | --------------------------- |

### Clasificación sub-23
| Clasificación sub-23 | Clasificación sub-23 | Clasificación sub-23 | Clasificación sub-23 | Clasificación sub-23 |
| Ciclista             | Ciclista             | Equipo               | Tiempo               |                      |
| -------------------- | -------------------- | -------------------- | -------------------- | -------------------- |

### Clasificación por equipos
| Clasificación por equipos | Clasificación por equipos | Clasificación por equipos | Clasificación por equipos |
| Equipo                    | Equipo                    | Tiempo                    |                           |
| ------------------------- | ------------------------- | ------------------------- | ------------------------- |

## Evolución de las clasificaciones
| Etapa                   | Vencedor | Clasificación general | Clasificación por puntos | Clasificación de la montaña | Clasificación de los jóvenes | Clasificación por equipos |
| ----------------------- | -------- | --------------------- | ------------------------ | --------------------------- | ---------------------------- | ------------------------- |
| 1.ª                     |          |                       |                          |                             |                              |                           |
| 2.ª                     |          |                       |                          |                             |                              |                           |
| 3.ª                     |          |                       |                          |                             |                              |                           |
| 4.ª                     |          |                       |                          |                             |                              |                           |
| 5.ª                     |          |                       |                          |                             |                              |                           |
| 6.ª                     |          |                       |                          |                             |                              |                           |
| Clasificaciones finales |          |                       |                          |                             |                              |                           |

## Ciclistas participantes y posiciones finales
Convenciones:
- AB-N: Abandono en la etapa N
- FLT-N: Retiro por llegada fuera del límite de tiempo en la etapa N
- NTS-N: No tomó la salida para la etapa N
- DES-N: Descalificado o expulsado en la etapa N

## UCI World Ranking
La Vuelta al País Vasco otorgó puntos para el UCI World Ranking para corredores de los equipos en las categorías UCI WorldTeam, UCI ProTeam y Equipos Continentales. Las siguientes tablas son el baremo de puntuación y los corredores que obtuvieron puntos:
| Posición              | 1.º | 2.º | 3.º | 4.º | 5.º | 6.º | 7.º | 8.º | 9.º | 10.º | 11.º | 12.º | 13.º | 14.º | 15.º | 16.º-20.º | 21.º-30.º | 31.º-50.º | 51.º-55.º | 56.º-60.º |
| Clasificación general | 500 | 400 | 325 | 275 | 225 | 175 | 150 | 125 | 100 | 85   | 70   | 60   | 50   | 40   | 35   | 30        | 20        | 10        | 5         | 3         |
| Por etapa             | 60  | 25  | 10  |     |     |     |     |     |     |      |      |      |      |      |      |           |           |           |           |           |
| Líder                 | 10  |     |     |     |     |     |     |     |     |      |      |      |      |      |      |           |           |           |           |           |

| Clasificación |              |        |         |       |       |       |
| Posición      | Ciclista     | Equipo | General | Etapa | Líder | Total |
| ------------- | ------------ | ------ | ------- | ----- | ----- | ----- |
| 1.º           | Bandera de ? |        | 500     |       |       |       |
| 2.º           | Bandera de ? |        | 400     |       |       |       |
| 3.º           | Bandera de ? |        | 325     |       |       |       |
| 4.º           | Bandera de ? |        | 275     |       |       |       |
| 5.º           | Bandera de ? |        | 225     |       |       |       |
| 6.º           | Bandera de ? |        | 175     |       |       |       |
| 7.º           | Bandera de ? |        | 150     |       |       |       |
| 8.º           | Bandera de ? |        | 125     |       |       |       |
| 9.º           | Bandera de ? |        | 100     |       |       |       |
| 10.º          | Bandera de ? |        | 85      |       |       |       |